# Jozefina Friderika badeni hercegnő
Jozefina Friderika badeni hercegnő, férjezett Jozefina Friderika hohenzollern–sigmaringeni hercegné  (németül: Prinzessin Josephine Friederike von Baden, Fürstin von Hohenzollern–Sigmaringen, teljes nevén Josephine Friederike Louise; Mannheim, 1813. október 21. – Sigmaringen, 1900. június 19.) badeni hercegnő, házassága révén Hohenzollern–Sigmaringen hercegnéje.

## Élete
Jozefina Friderika hercegnő 1813-ban született Károly badeni nagyherceg és Stéphanie de Beauharnais grófnő második leányaként, illetve harmadik gyermekeként édesanyja mannheimi palotájában. Édesanyja a Beauharnais-házból származott, később I. Napóleon francia császár gyámleánya lett, és így francia császári hercegnői rangot viselt.
Károly nagyherceg és Stefánia nagyhercegné házassága a kezdetektől fogva halálra volt ítélve, férj és feleség külön háztartásban éltek. Jozefina Friderika hercegnő kisgyermekkorát édesanyja mellett töltötte, majd Franciaországba küldték tanulni, ahol anyai rokonai felügyeltek rá. Tanulmányait befejezvén visszatért édesanyja mellé. A hercegnő fiatalként súlyos betegségben szenvedett, mely károsította hallójáratait, és öregkorában süketséget eredményezett.
A hercegnő 1831. október 21-én Karlsruhéban feleségül ment I. Károly Antal hohenzollern–sigmaringeni herceghez, Károly hohenzollern–sigmaringeni herceg és Antoinette Marie Murat fiához. A boldog házasságból hat gyermek született:
- Lipót herceg (1835–1905), az egyesített Hohenzollern címzetes hercege
- Stefánia hercegnő (1837–1859), házassága révén Portugália királynéja
- Károly herceg (1839–1914), Románia királya
- Antal herceg (1841–1866), elesett a porosz–osztrák–olasz háború során
- Frigyes herceg (1843–1904), nőül vette Lujza thurn–taxisi hercegnőt
- Mária hercegnő (1845–1912), házassága révén belga királyi hercegné és Flandria grófnéja.

1849. december 7-én Poroszország megszállta Hohenzollern–Sigmaringen hercegségét, így Károly Antal és Jozefina Friderika már csak névlegesen maradtak az állam uralkodói. 1858-ban Károly Antal herceg lett Poroszország miniszterelnöke, hivatali idejét négy évig töltötte be. 1868-ban a herceg örökölte a szintén a poroszok által elfoglalt Hohenzollern–Hechingeni Hercegség koronáját, így a Hohenzollern Hercegségek egyesültek, ámbár a tényleges uralmat a poroszok gyakorolták felette Károly Antal herceg helyett.
Károly Antal herceg 1885-ben hunyt el. Felesége Sigmaringen városában, 1900. június 19-én követte őt a halálba, nyolcvanhat éves korában.